# Nuncjatura Apostolska w Hondurasie
Nuncjatura Apostolska w Hondurasie – misja dyplomatyczna Stolicy Apostolskiej w Republice Hondurasu. Siedziba nuncjusza apostolskiego mieści się w Tegucigalpie.
Nuncjusz apostolski pełni tradycyjnie godność dziekana korpusu dyplomatycznego akredytowanego w Hondurasie od momentu przedstawienia listów uwierzytelniających.

## Historia
30 września 1933 papież Pius XI utworzył Nuncjaturę Apostolską w Hondurasie i Salwadorze. Dotychczas kontakty z tymi państwami znajdowały się w gestii Internuncjatury Apostolskiej Ameryki Środkowej. W 1938 rozdzielono ją na Nuncjaturę Apostolską w Hondurasie i Nuncjaturę Apostolską w Salwadorze.

## Nuncjusze apostolscy w Hondurasie
- abp Albert Levame (1934–1938) Monakijczyk; jednocześnie nuncjusz apostolski w Salwadorze i Gwatemali
- abp Federico Lunardi (1938–1947) Włoch
- abp Liberato Tosti (1948–1949) Włoch; jednocześnie nuncjusz apostolski w Nikaragui
- abp Antonio Taffi (1950–1958) Włoch; jednocześnie nuncjusz apostolski w Nikaragui
- abp Sante Portalupi (1959–1967) Włoch; jednocześnie nuncjusz apostolski w Nikaragui
- abp Lorenzo Antonetti (1968–1973) Włoch; jednocześnie nuncjusz apostolski w Nikaragui
- abp Gabriel Montalvo Higuera (1974–1979) Kolumbijczyk; jednocześnie nuncjusz apostolski w Nikaragui
- abp Andrea Cordero Lanza di Montezemolo (1980–1986) Włoch; jednocześnie nuncjusz apostolski w Nikaragui
- abp Francesco De Nittis (1986–1990) Włoch; jednocześnie nuncjusz apostolski w Salwadorze
- abp Manuel Monteiro de Castro (1990–1991) Portugalczyk; jednocześnie nuncjusz apostolski w Salwadorze
- abp Luigi Conti (1991–1999) Włoch
- abp George Panikulam (1999–2003) Hindus
- abp Antonio Arcari (2003–2008) Włoch
- abp Luigi Bianco (2009–2014) Włoch
- abp Novatus Rugambwa (2015-2019') Tanzańczyk
- abp Gábor Pintér (2019-2024) Węgier
- abp Simón Bolívar Sánchez Carrión (od 2024) Ekwadorczyk